# Madeleine Kemény-Szemere
Madeleine Kemény-Szemere (née en 1906 et morte en 1993 à Zurich) est une artiste et journaliste hongroise naturalisée suisse.
Journaliste-éditorialiste et illustratrice au journal féminin suisse Annabelle (de), elle contribue à établir l'image du magazine.
Elle est également plasticienne.

## Biographie
À Paris, poursuivant une carrière de peintre, elle rencontre Zoltán Kemény qu'elle épouse en 1933. Elle l'introduit au milieu de la presse de mode, qui leur sera d'un grand secours par la suite. En 1938, elle contribue avec ses dessins inspirés de la mode parisienne au lancement du magazine Annabelle (de). Le journal joue un rôle crucial dans la vie des Kemény. D'origine hongroise et juive, ils doivent fuir la France occupée et se réfugient à Marseille en 1940. En octobre 1942, avec l'aide des propriétaires d’Annabelle, ils entrent illégalement en Suisse. Le magazine obtient un permis de travail pour Zoltan, mais Madeleine restera internée dans divers camps jusqu'à la fin de la guerre.
Elle géra les œuvres de son mari après sa mort au travers d'une fondation. C'est grâce à sa ténacité qu'elles furent diffusées. En 1966, Madeleine Kemény fait don au Centre Pompidou de onze œuvres de son mari. Par une nouvelle libéralité, elle enrichit ce fonds, en 1980, d'un ensemble de quatre-vingt-quinze œuvres.
Le musée d'art de Saint-Gall lui consacre en 1995 une exposition.